# 어치

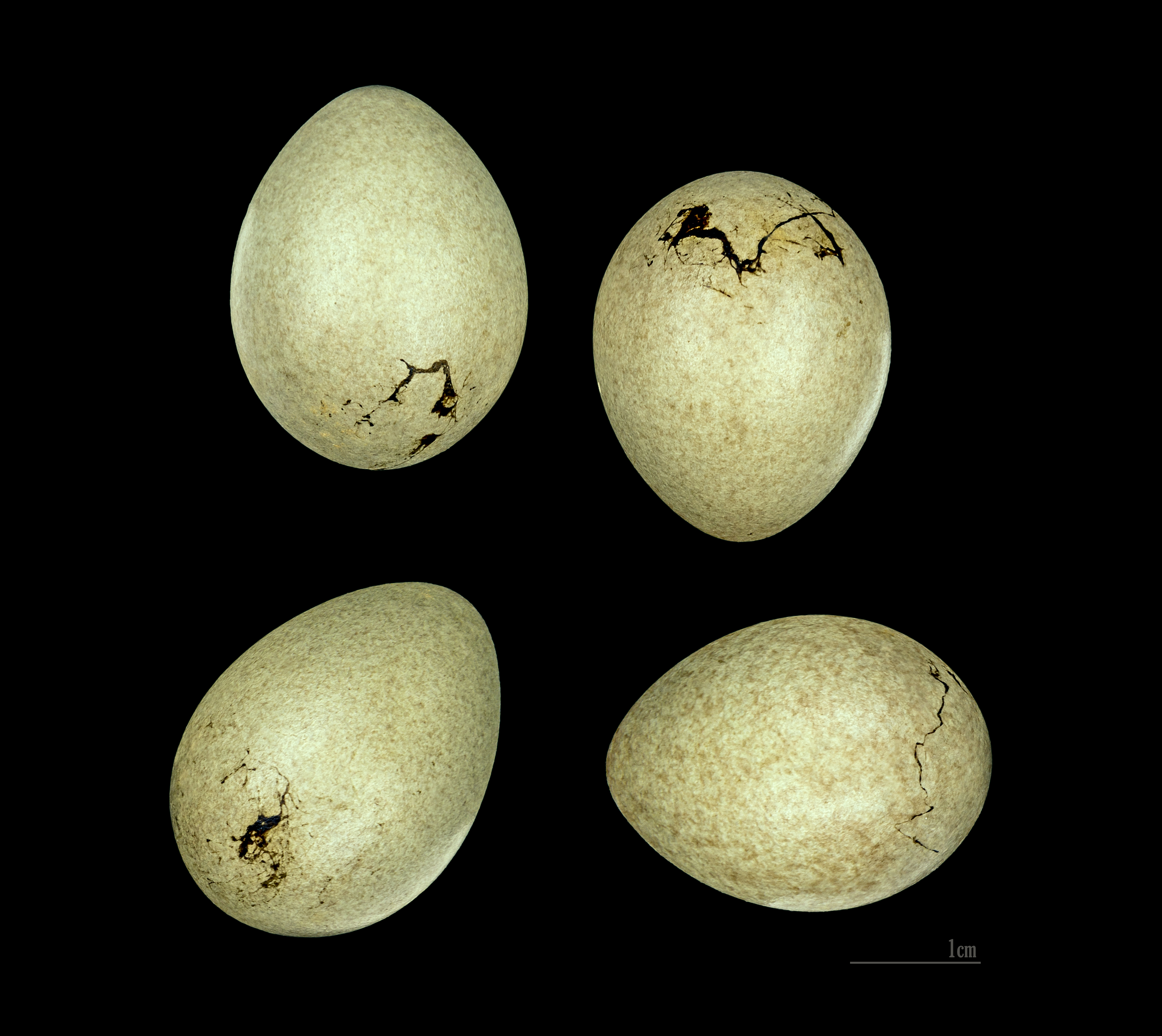
Garrulus glandarius

어치(학명: Garrulus glandarius 가룰루스 글란다리우스[*])는 참새목 까마귀과 어치속의 조류 중 하나이다.
까마귀과에 속하며 학명은 Garrulus glandarius이다. 몸길이는 33cm~35cm이다. 몸은 자줏빛이고 머리는 흰 바탕에 검은 반점이 있다. 어치는 대담하고 호기심이 많으며, 소리가 곱고 다른 새의 소리를 잘 흉내낸다. 나뭇가지를 얼기설기 얽어서 밥그릇 모양의 둥지를 짓고 안에는 털을 깐다.
1년 내내 숲 속 나무 위에 살고 땅에 내려오는 일이 드물다. 4-6월에 4-8개의 알을 낳는다. 먹이는 도토리 등의 나무열매나, 곤충을 잡아먹는다. 가을에는 주로 도토리를 먹으며, 겨울에 대비하여 많은 양의 도토리를 땅 속에 파묻어 두었다가 나중에 찾아 먹는다. 또한 작은 포유류, 새의 알과 새끼, 거미나 벌레 같은 작은 무척추동물을 잡아먹는다. 한국 어디에서나 볼 수 있는 텃새이며, 산책로에서도 발견되는 친근한 새이다. 세계적으로 유라시아대륙의 온대지역에 분포한다.
대부분 갈색을 띤다. 눈 밑, 날개, 꼬리가 검고, 날개에 파란 부분이 있다. 다른 새의 울음을 흉내낼 수 있으며, 구관조나 앵무새처럼 사람의 목소리도 흉내낼 수 있다.